# Sint-Walburgiskerk (Werl)
De Sint-Walburgiskerk (Duits: Kirche St. Walburga) is een gotische proosdijkerk in de Westfaalse stad Werl uit de 14e eeuw. De 62 meter hoge laatromaanse toren wordt met een barokke spits bekroond.

## Voorgeschiedenis

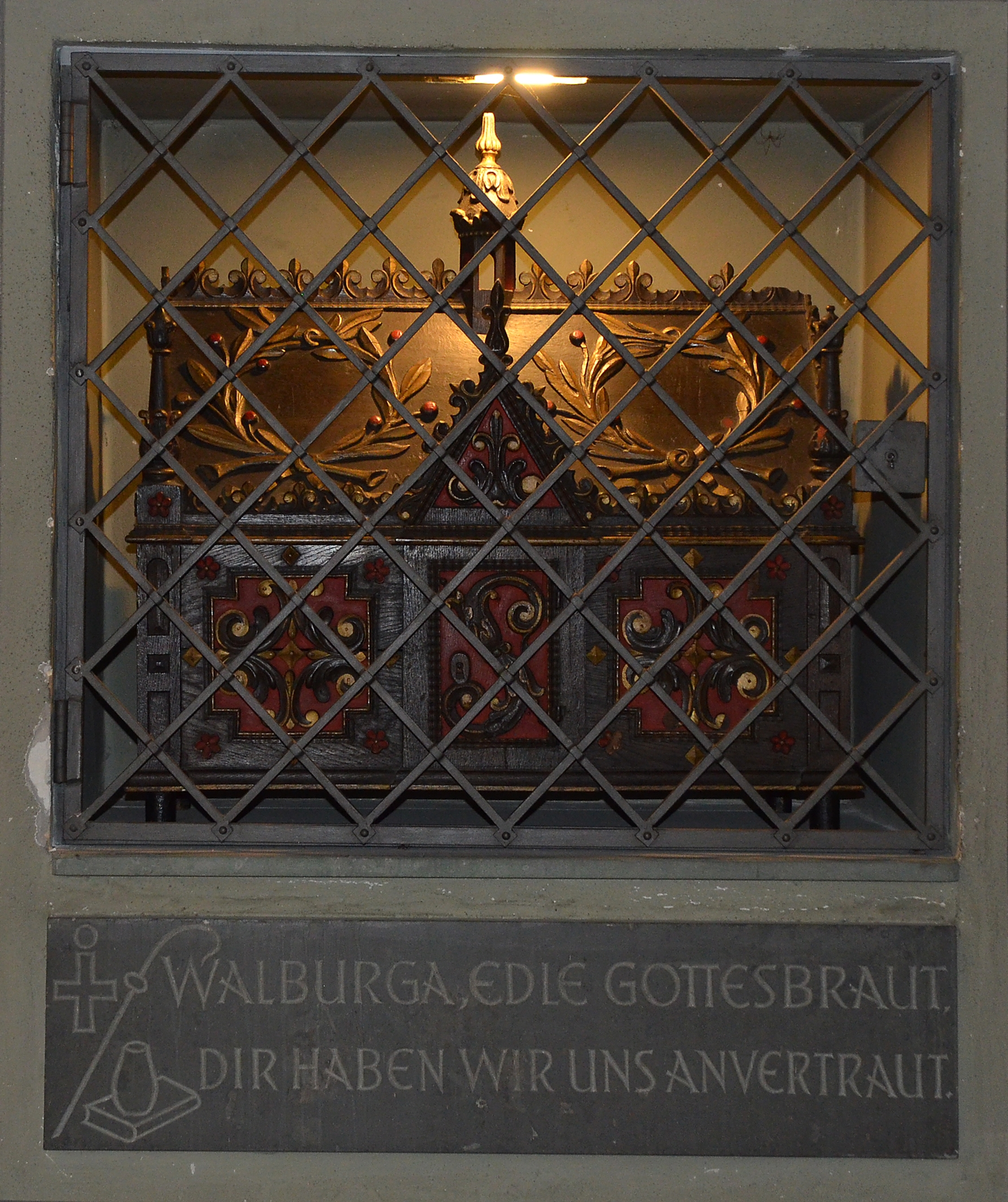
Relikwieschrijn van de heilige Walburgis

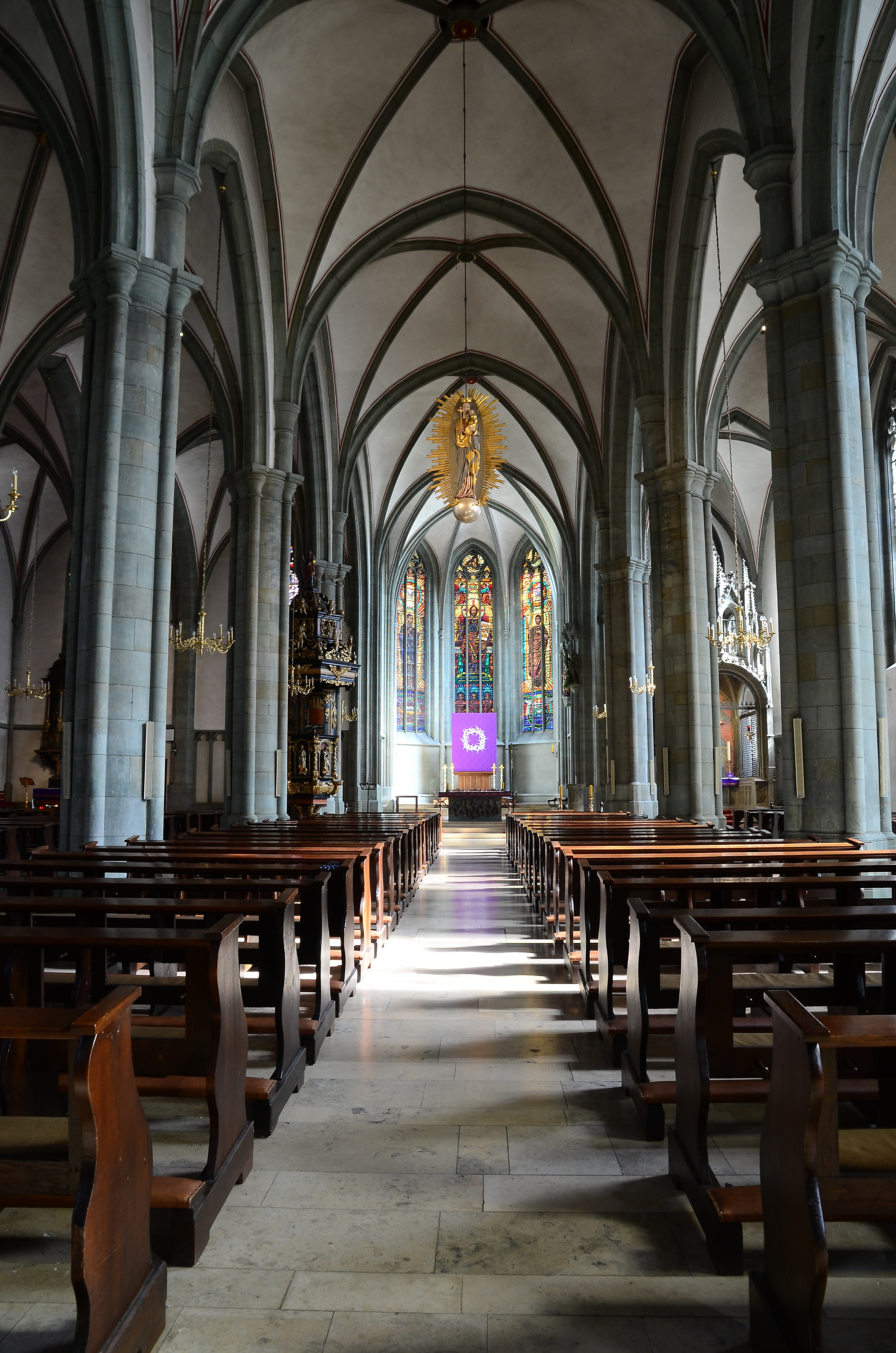
Interieur

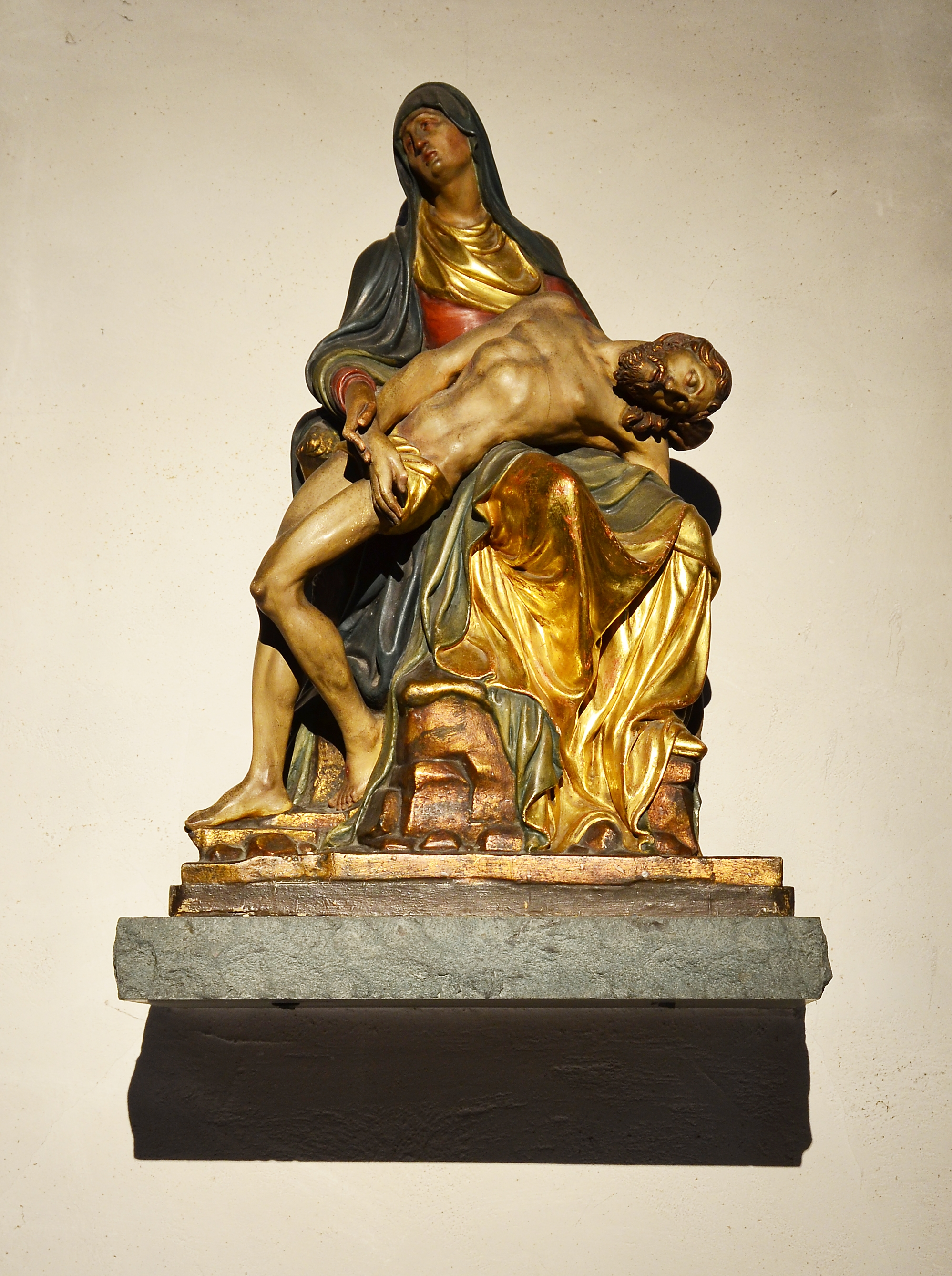
Piëta van Gerhard Gröninger, circa 1600

Bij opgravingen werden in 1967 de resten van een ottoonse kerk gevonden,  een voor die tijd ongewoon grote kerk van 29 meter lang bij 9 meter breed. Qua bouw leek deze kerk op de domkerk Sint-Patroklus te Soest. In het midden van het schip werden twee graven van leden van het gravengeslacht van Werl gevonden. De bouw van de kerk vond na het jaar 950 plaats, tegelijk met de aanleg van de gravenburcht. Om onbekende redenen werd deze kerk omstreeks het jaar 1150 afgebroken. Op de plaats van de oude kerk werd een basiliek gebouwd. De tweeschepige crypte-achtige ruimte in de noordelijke uitbouw bleef van deze kerk bewaard. Oorspronkelijk bevond zich hier de verering van een Heilig Graf.

## De huidige kerk
Met de bouw van de huidige hallenkerk begon men in het midden van de 14e eeuw. Allereerst met de muren van het westelijke zijschip. Daarbij werd de toren ingebouwd. Vervolgens werden in de tweede helft van de 14e eeuw de oostelijke delen en het koor opgetrokken. Het dakgestoelte van eikenhout werd omstreeks 1391 geplaatst en is nog altijd aanwezig. De toren kreeg in de jaren 1733-1736 de barokke bekroning en de zich daaronder bevindende klokkenstoel. De westelijke gevel werd van 1893 tot 1897 in neoromaanse vormen gerenoveerd. De toren is het oudste deel van de kerk en door middel van rondbogen naar de kerk geopend. In de 13e eeuw werd de torenhal overwelfd.
De kerk werd in 1892 door paus Leo XIII tot proosdijkerk verheven.

## Inrichting
Tijdens de beeldenstorm van 1583 werden grote delen van de middeleeuwse inrichting verwoest. Met uitzondering van het kruisaltaar werden alle altaren verwijderd. Nadat de katholieke leer weer in ere werd hersteld begon men vanaf 1590 de kerk opnieuw in te richten. Binnen korte tijd werd een rijke inrichting aangeschaft.

### Altaren
- Tot de reformatie werd in de kerk eeuwen het Heilige Kruis van Werl vereerd. Het was het centrale heiligdom van de kerk en werd als miraculeus beschouwd. Het kruis werd al in 1370 gedocumenteerd. De vele pelgrims die het kruis trok spekten het vermogen van de kerk. Het Heilig Kruis werd samen met de rest van de inrichting in 1583 tijdens de Keulse Oorlog verwoest. Het kruis werd in 1938 op de zolder van de kerk teruggevonden en na een restauratie in 1953 weer op de oude plaats opgesteld. Het Heilig Kruis bevindt zich onder een gotisch baldakijn, rijk versierd met kruisbloemen, pinakels en krabben, op een 14e-eeuws altaar tegen een muur met een beschildering uit 1420. Armen en benen van het corpus zijn bij de restauratie opnieuw toegevoegd. De beide kandelaren op de mensa dateren van de 15e eeuw.
- Het altaar van het zoutgild dateert uit de tijd dat de zoutwinners in de stad een belangrijke rol speelden. Het winnen van zout was een erfrecht en toebedeeld aan een aantal families. Het oorspronkelijke altaar werd in 1485 geplaatst, maar tijdens de beeldenstorm verwoest. Het huidige renaissancealtaar werd in 1594 gemaakt. Het centrale reliëf beeldt de gekruisigde Christus uit. Het reliëf bevindt zich tussen beelden die het Nieuwe en Oude Verbond vertegenwoordigen.
- Het rijk gedecoreerde rozenkransaltaar werd in 1631 door Georg Gröninger van hout gebouwd. Het gemarmerde altaar toont een Madonna omgeven door musicerende engelen. De voorstelling wordt omringd door drie rozenkransen met medaillons waarop de blijde, de droevige en de glorievolle geheimen zijn te zien.
- Het Altaar van de Kalandbroederschap (een vereniging van welgestelde burgers, calenderbroeders genaamd, die zich op de eerste dag van de maand inzetten voor charitatieve doelen[1]) werd in 1620 geplaatst en toont de geboorte van Christus en de aankondiging aan de herders.

### Overige inrichting
- De barokke kansel aan de eerste noordelijke pijler van het middenschip werd in 1668 door een zoutwinnersfamilie geschonken. Het familiewapen is aan de voet van de kansel aangebracht. De beelden op de kanselkuip stellen de evangelisten voor; (de evangelisten Marcus en Lucas werden in de 19e eeuw vervangen).
- In de kerk bevindt zich een rechterstoel van het officialaat van het hertogdom Westfalen uit 1725. De stoel verving een oudere stoel. De hoogste kerkelijke rechtbank van het Keurvorstendom Keulen werd destijds door de toenmalige landsheren in 1478-1483 naar Werl verplaatst en bestond tot 1802. De stoel bevindt zich achter een houten opbouw met rijk houtsnijwerk afgewisseld met pilasters. Onder de draperieën zijn de wapens van aartsbisschop Clemens August von Wittelsbach en de officiaal Johann Dettmar von Mellin aangebracht. Het houtsnijwerk aan het hek en de zetel verwijst naar gerechtelijke handelingen en de kardinale deugden temperantia (gematigdheid), prudentia (voorzichtigheid), justitia (gerechtigheid) en fortitudo (wijsheid).
- Op het hoogaltaar staat een geschilderd vleugelretabel. Het dateert uit circa 1600 en toont in het middendeel kindscènes van Jezus met op de vleugels de verkondiging en de visitatie.
- Aan de westelijke muur van het dwarsschip bevindt zich een kruisigingsgroep uit 1525 van Evert van Roden. Het laatgotische kunstwerk is 5,15 meter hoog en van zandsteen gemaakt. Aan de voet van Jezus ligt de begraven Adam, voor het kruis knielt Maria Magdalena. Jezus draagt een zware doornenkroon. Tot 1930 stond de groep buiten de kerk.
- In de kerk bevindt zich een zandstenen sacramentsnis uit het begin van de 15e eeuw. De originele houten deur voor het Allerheiligste met het oorspronkelijke ijzerbeslag en het oude slot zijn oorspronkelijk. Het tympanon is met pinakels en maaswerk gedecoreerd, op met loof versierde consoles boven de deur stonden vroeger beelden, die niet bewaard zijn gebleven.
- Van het achthoekige romaanse doopvont is de sokkel en de rococo-decoratie uit 1776.
- In het koor bevindt zich een driedelige levietenstoel van zandsteen uit de tweede helft van de 14e eeuw.
- De bronzen kroonluchter van 1657 werd met de wapens van de zoutwinners voorzien en is met een Maria bekroond.
- De piëta stamt uit de periode rond 1600.
- Aan de noordwestelijke pijler van het middenschip is een vroeg-14e-eeuws gebed in de Nederduitse taal te lezen.

## Gelui
In de toren hangen zeven klokken. De oudste en op twee na zwaarste klok dateert uit 1495 en werd door Herman Vogel gegoten. Uit het jaar 1700 dateert de zwaarste klok van 2340 kg. De overige klokken werd in 1984 gegoten door Petit & Gebr. Edelbrock te Gescher. In de dakruiter hangen nog eens drie cimbaalklokken, waarvan één uit 1480 stamt.

## Afbeeldingen

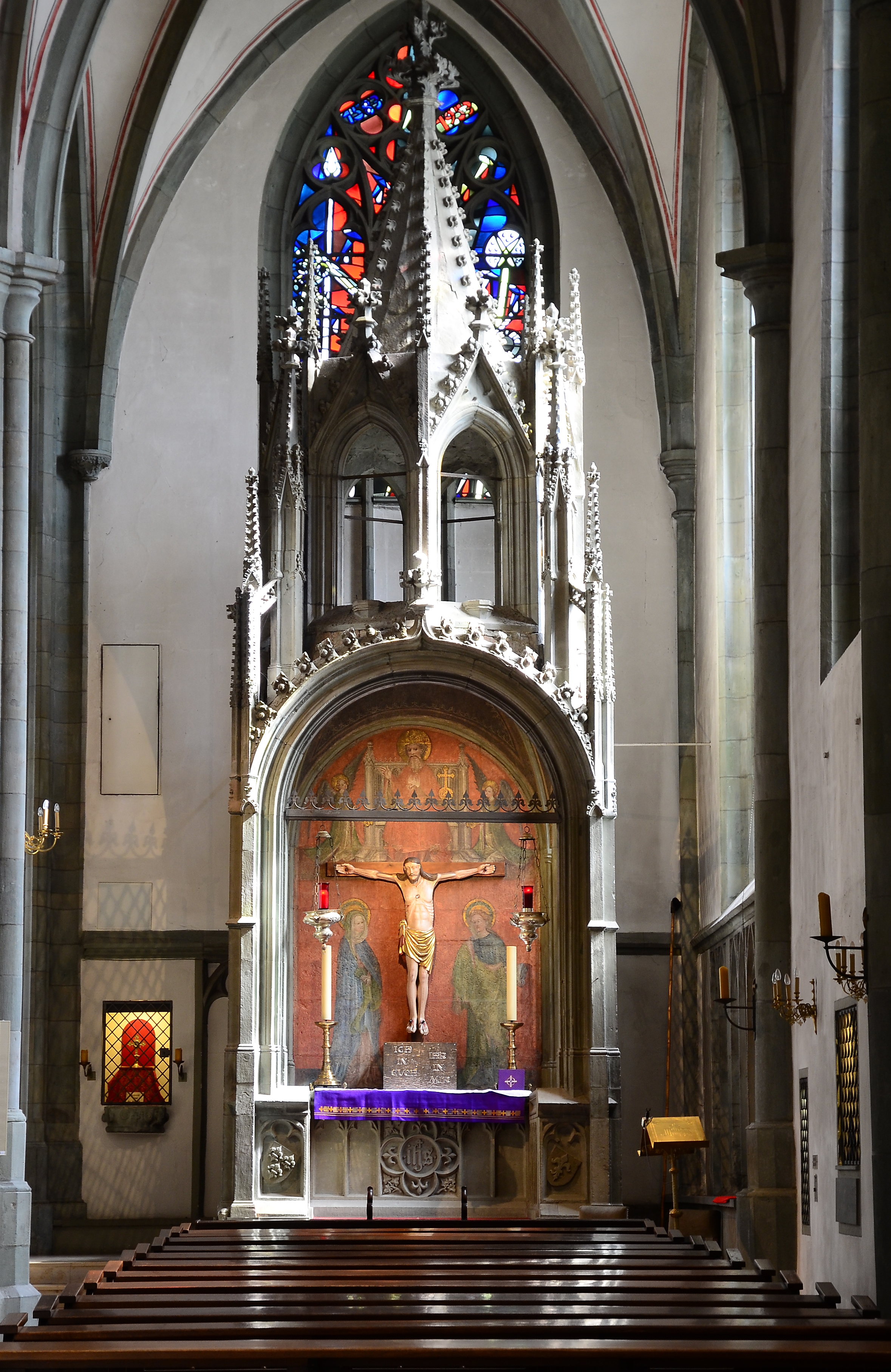
Kruisaltaar
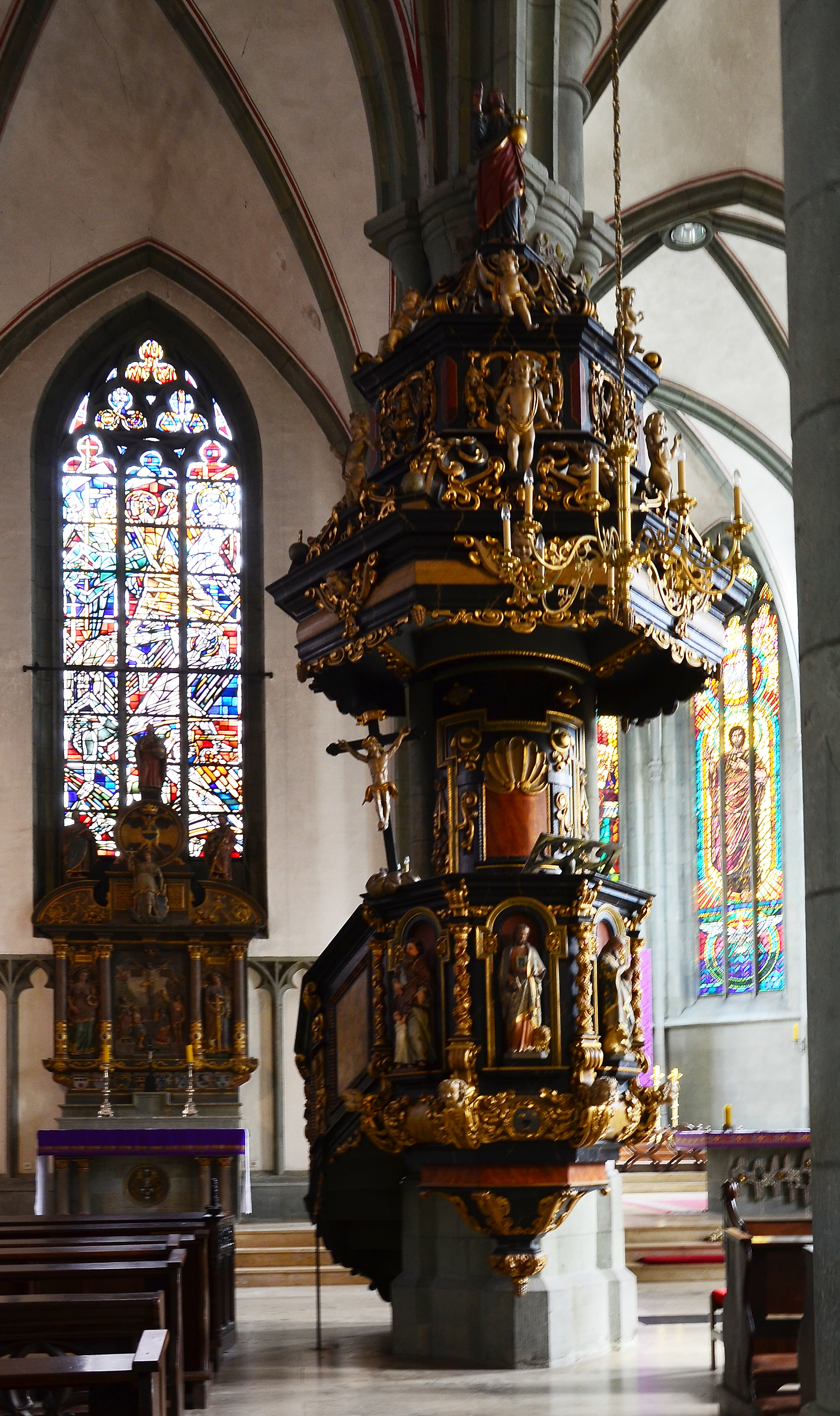
Kansel
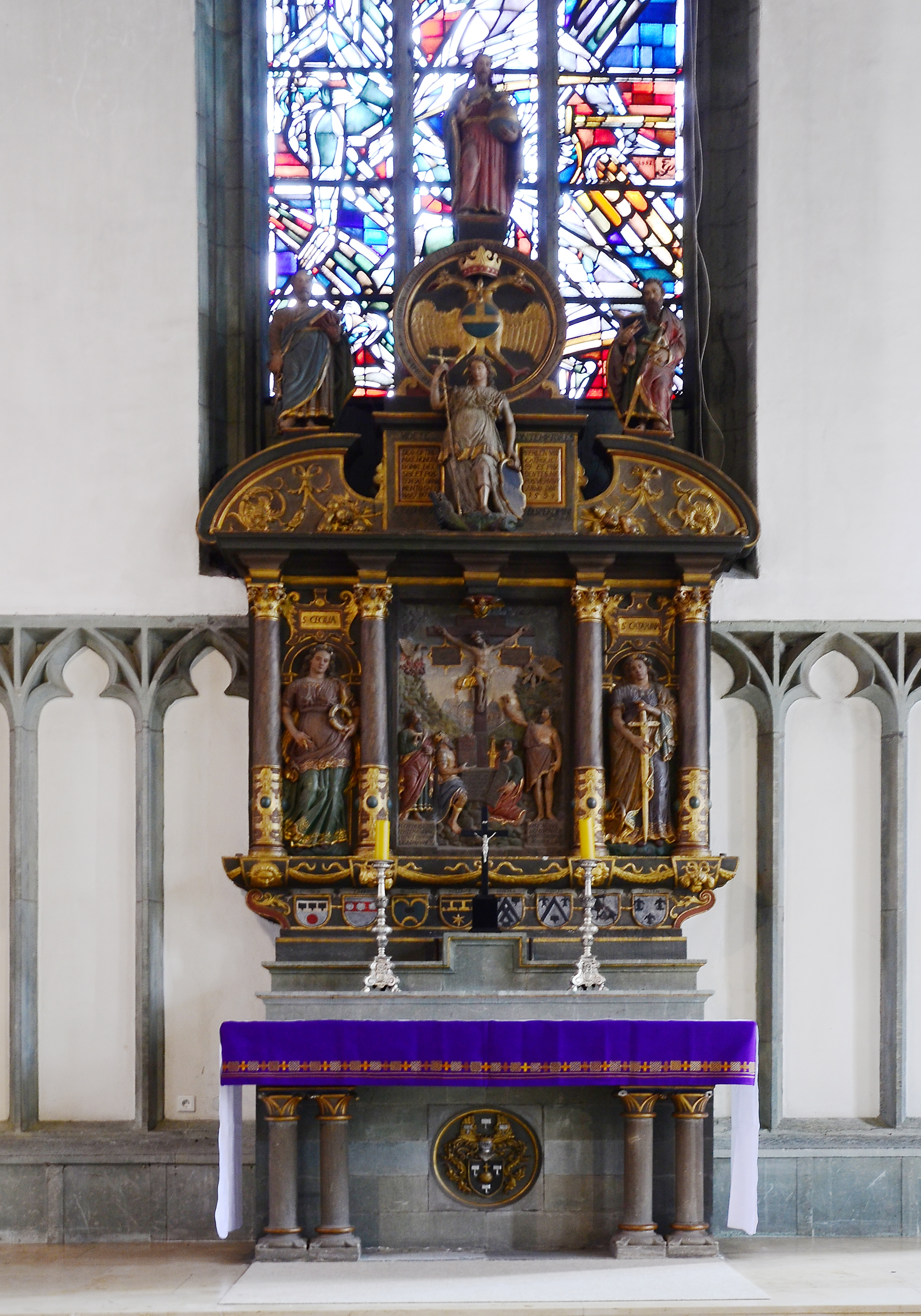
Altaar
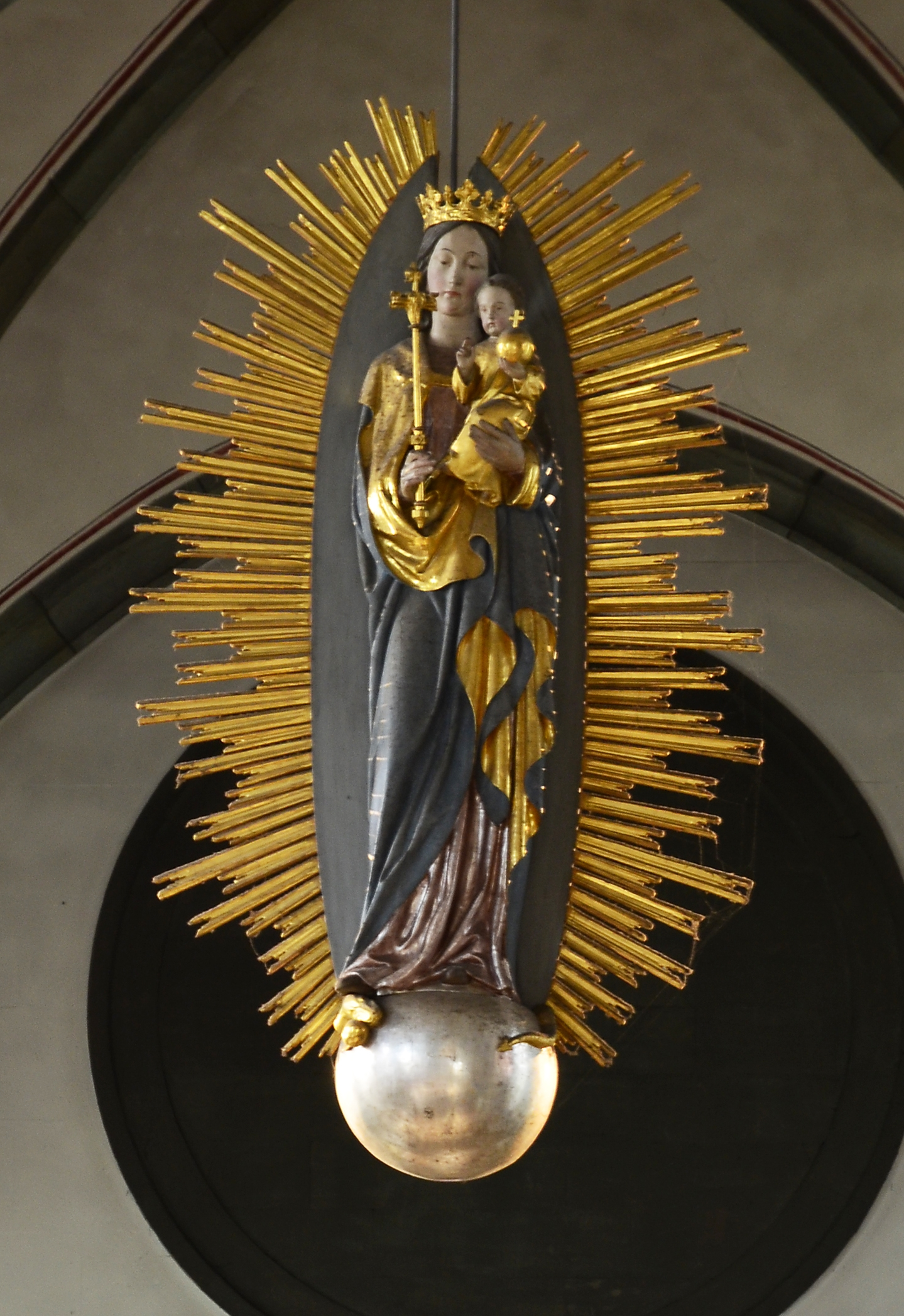
Dubbelzijdige stralenkransmadonna
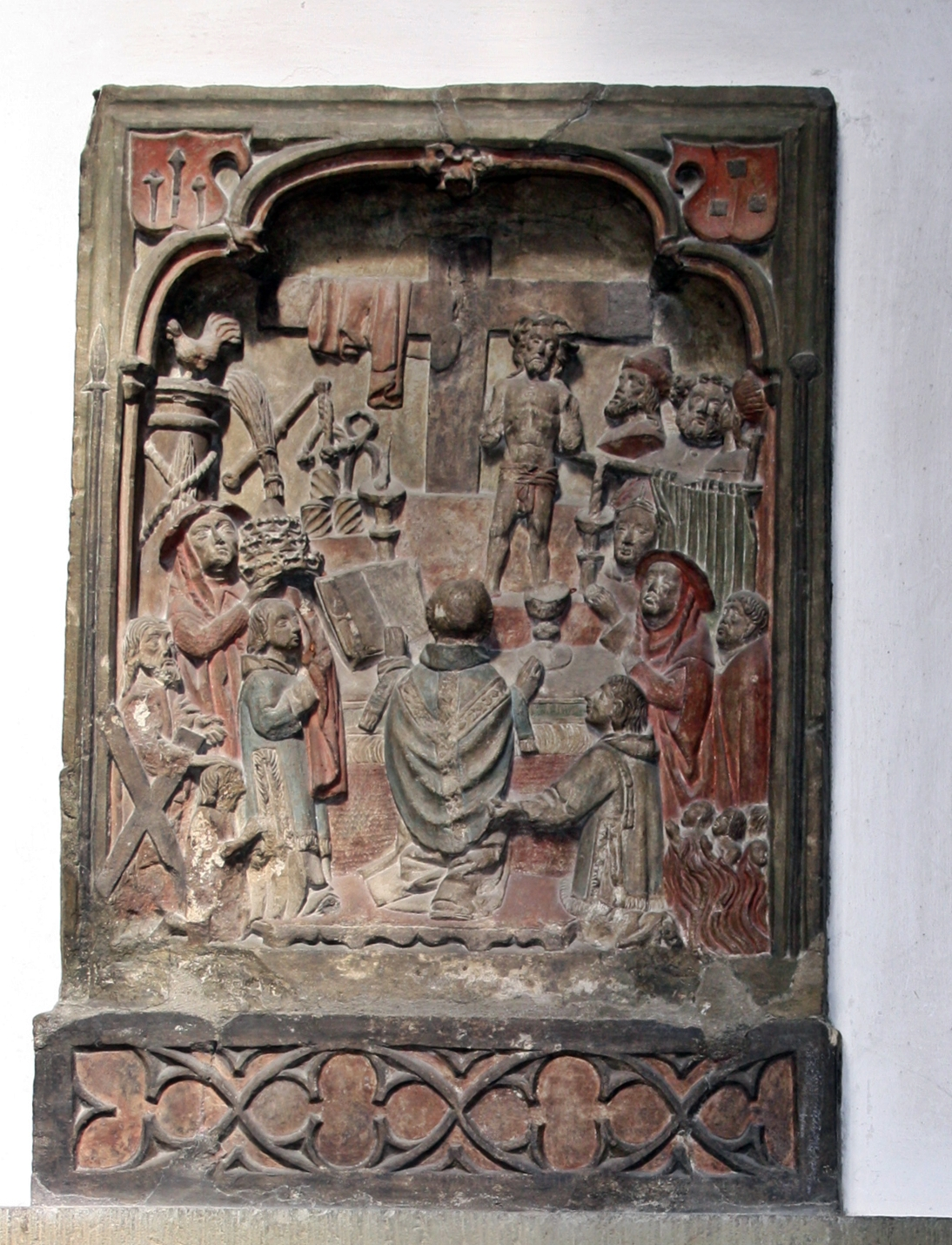
Middeleeuws reliëf